# Климовский, Евгений Иванович
Евгений Иванович Климовский (17 (29) марта 1824 год — июнь 1865 или 1866) — русский артист оперы (тенор), драматический актёр, композитор. Настоящая фамилия Оглоблин.

## Биография
В 1846 году поступил в консерватор-класс Большого театра. В том же году был зачислен в оперную труппу Большого театра. Пел партии 2-го тенора, исполнял песни, романсы собственного сочинения.
Участвовал в спектаклях Малого театра, исполняя роли с пением (первый исполнитель роли Яши Гуслина — «Бедность не порок», 1854).
С 1854 года — в Александринском театре.
С 1855 года выступал в провинции (в Костроме, Нижнем Новгороде, Пензе и других городах). Выступал в драмах, операх и опереттах (в том числе в собственной «Сон в майскую ночь», к которой он сам сочинил музыку).
Климовский был актёром нового для того времени реалистического направления, уходящего от классической формы с наигранностью эмоций, он усиленно пропагандировал произведения А. Н. Островского, неоднократно ставил его пьесы в свои бенефисы. Роли: Иван («Барская спесь, или Анютины глазки» Д. Т. Ленского), Мордоплюев («Жених из Ножевой линии» Александра М. Красовского), Митя («Бедность не порок»), Иван («Суд людской — не божий» А. Потехина) и др.

О театральной деятельности Климовского вспоминал выдающийся театральный актёр Александринского театра и антрепренёр Пётр Михайлович Медведев: Медведев П. М., Воспоминания, Л., 1929, с. 124-27, 329-33: «… Это была светлая личность, имевшая громадное влияние на всю труппу. Евгений Иванович окончил (по юридическому факультету) Московский университет. Ещё будучи студентом, он был в кружке А. Н. Островского, Т. И. Филиппова, П. М. Садовского и др. Музыкант и поэт всем своим существом, он играл на гитаре и чудно пел, большею частью своей композиции романсы и песни. По окончании курса Е. И. кружком Островского был представлен директору театра А. Н. Верстовскому как певец и композитор… Из Е. И. выработался очень хороший артист на характерные роли… Этот талантливый артист и высокочестный человек внес свежую струю в нашу жизнь… Невольно он сделался нашим учителем, Е. И. не читал нам лекций, не ораторствовал, а просто вел беседу об искусстве. Какими знаниями он обладал и как обогатил нас!.. Мы, молодежь, направляемая Климовским, шли быстро вперед…»

Климовский известен и как композитор. Он — создатель многочисленных романсов, автор известной песни «Хуторок» на слова А. Кольцова. В 1861 на сцене Нижегородского театра была поставлена его оперетта «Сон в майскую ночь».
Значительный интерес представляют записи-дневники Климовского, охватывающие 1839—1860 (хранятся в Театральном музее им. Бахрушина), где он рассказывает о своей дружбе с А. Н. Островским, П. М. Садовским, Т. Г. Шевченко, Л. Л. Леонидовым и др.

## Семья
Жена — актриса Климовская, Ольга Яковлевна, урождённая Браво.